# Riesen-Federgras
Das Riesen-Federgras (Celtica gigantea (Link) F.M.Vazquez & Barkworth, Synonym: Stipa gigantea Link) ist die einzige Art der monotypischen Pflanzengattung Celtica innerhalb der Familie der Süßgräser (Poaceae). Es ist auf der Iberischen Halbinsel und in Marokko beheimatet und wird gelegentlich als Zierpflanze verwendet.

## Beschreibung

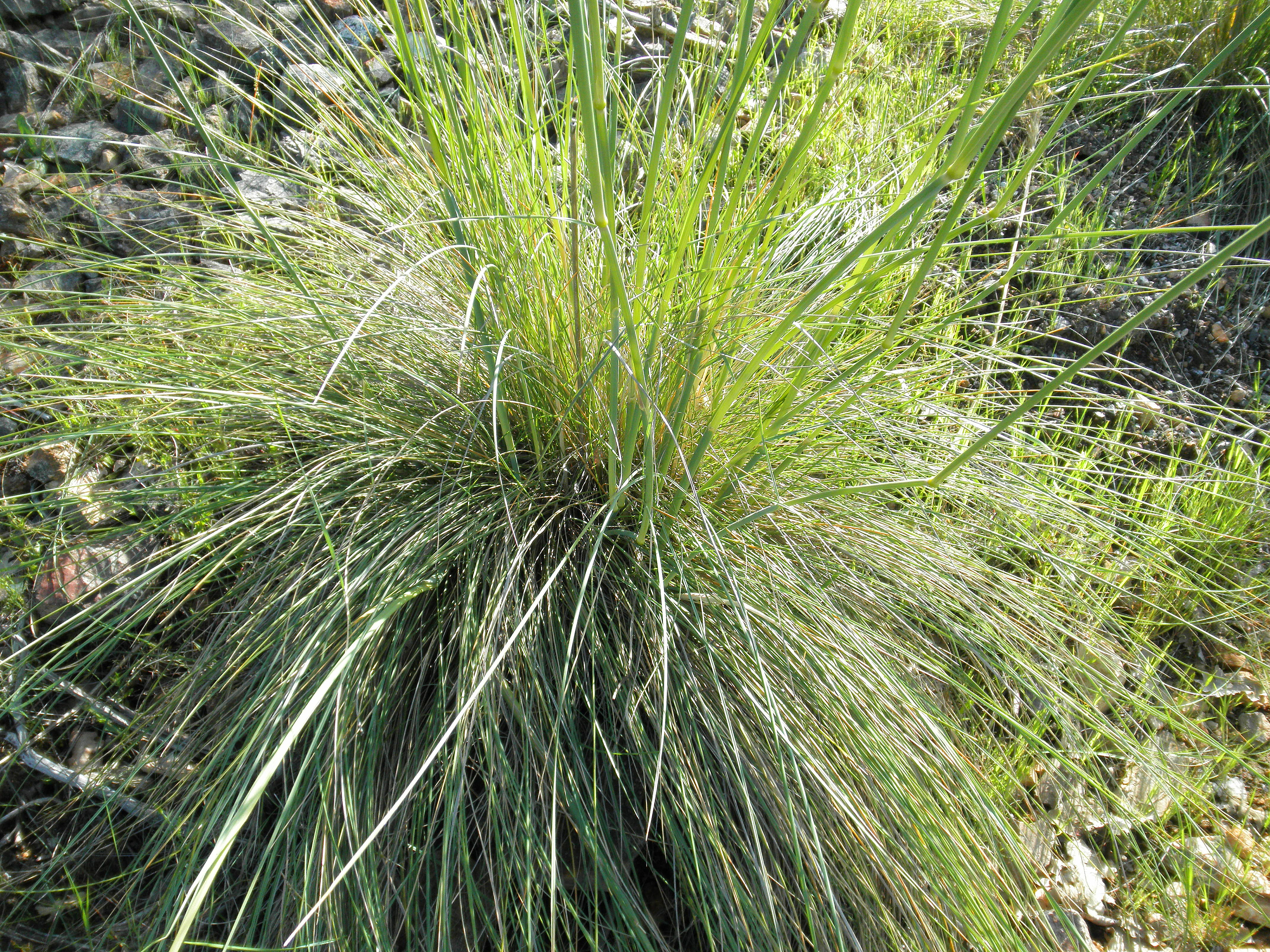
Laubblätter in einem dichten Horst

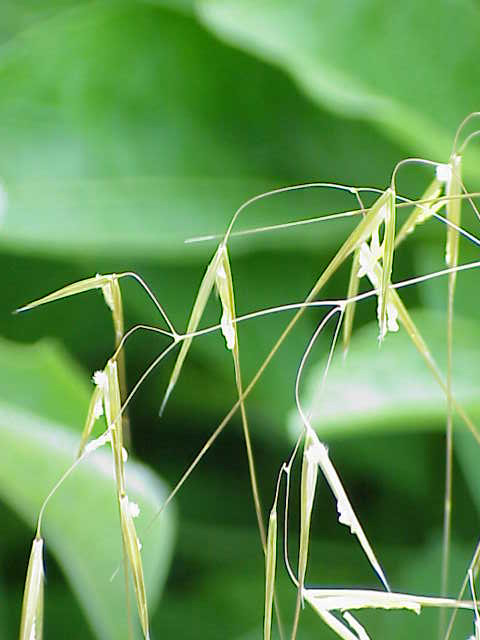
Ährchen und Blüten

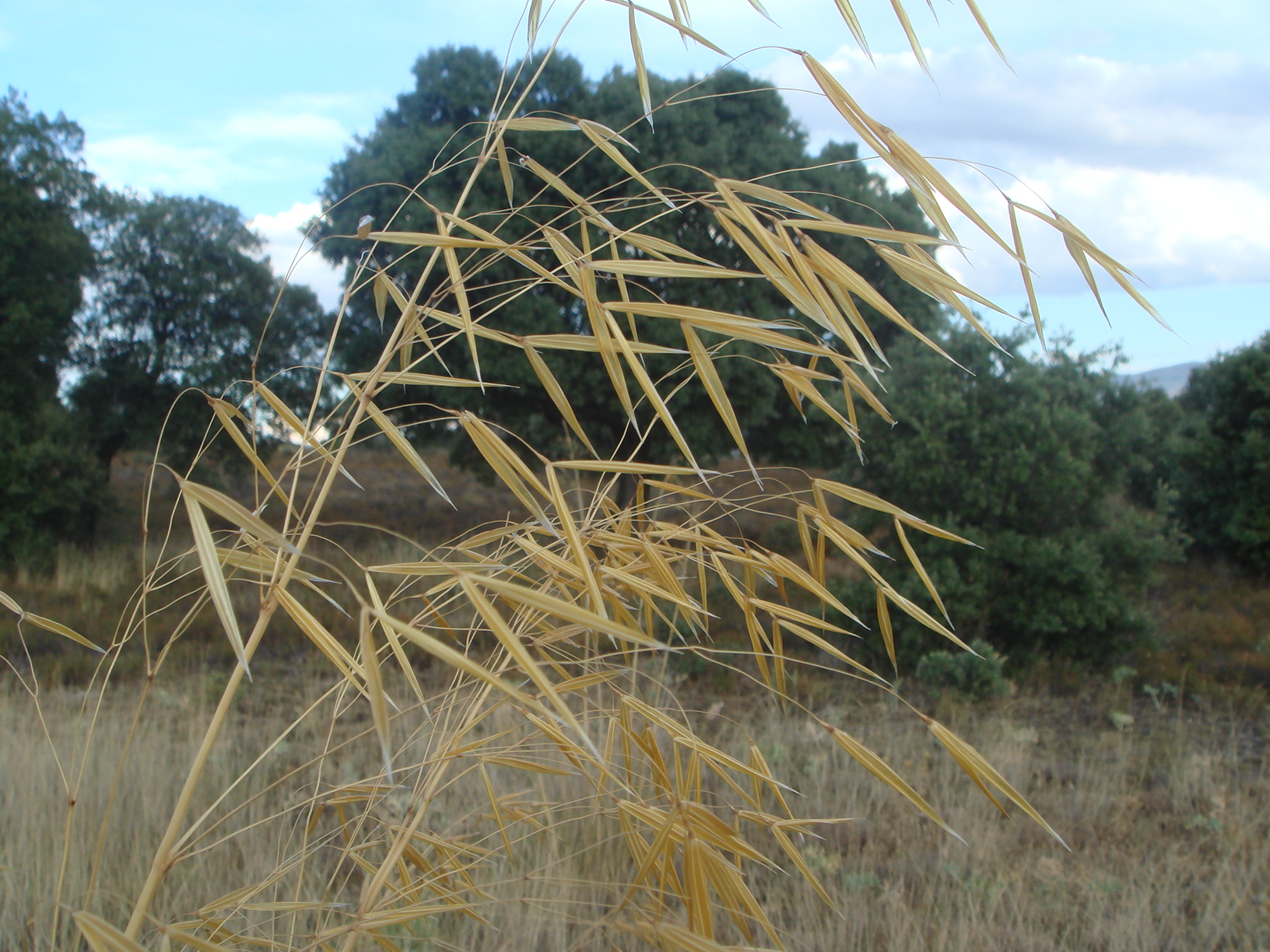
Fruchtstand mit strohgelben Spelzen

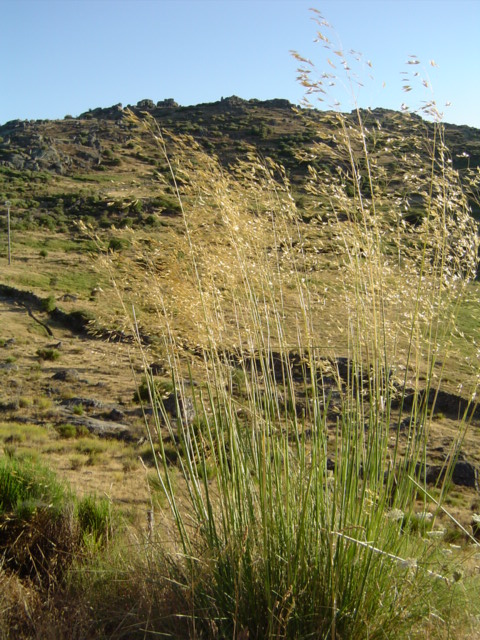
Habitat in der Sierra de Ávila

### Vegetative Merkmale
Das Riesen-Federgras ist eine ausdauernde krautige Pflanze, die mit zahlreichen Halmen dichte, etwa 50 Zentimeter hohe, immergrüne Horste bildet. Die straff aufrechten bis überhängenden, schlanken Halme erreichen Wuchshöhen von 1,5 bis 2 Metern und höher. Die Halme sind 3 bis 6 Millimeter dick.
Die Laubblätter sind hauptsächlich an der Pflanzenbasis und einige wechselständig am Halm angeordnet. Die Blatthäutchen sind kahl und mehr als 0,4 Millimeter lang. Die grau-grüne, rauen Blattspreite ist flach bis eingerollt, 35 bis 75 Zentimeter lang und 0,9 bis 1,5 Millimeter breit.

### Generative Merkmale
Die Blütezeit erstreckt sich von Juni und August. Der 30 bis 50 Zentimeter lange, schlaffe, offene rispige Blütenstand trägt goldgelbe, lanzettliche, haferähnliche, 22 bis 30 Millimeter lange Ährchen mit borstigen, dreiadrigen Hüllspelzen. Die ledrigen, gleichmäßig behaarten, zweilappigen, gezähnten Deckspelzen besitzen jeweils eine hängende, 7 bis 12 Zentimeter lange, gespaltene Granne. Die häutigen, auf der Rückseite behaarten, zweilappigen Vorspelzen sind bis in die Spitzen geadert. Die 2 bis 2,5 Millimeter lange Bohrspitze (Kallus) ist behaart und stechend. Die spindelförmigen Blütchen sind länglich rund bis seitlich zusammengedrückt. Sie besitzen drei Schwellkörper und drei gelbe, an der Spitze gebärtete Staubbeutel mit kurzem, feinem Haarbüschel. Auf dem glatten Fruchtknoten befinden sich zwei fedrige Narben.
Als Früchte werden spindelförmige Karyopse gebildet. Die Fruchtstände bleiben nach der Fruchtreife mit den Hüllspelzen bis in den Winter erhalten und nehmen mit der Zeit eine blass-strohgelbe Färbung an.

### Chromosomensatz
Die Chromosomengrundzahl beträgt x = 12; es liegt Oktoploidie mit einer Chromosomenzahl von 2n = 96 vor.

## Vorkommen
Das natürliche Verbreitungsgebiet des Riesen-Federgrases liegt in Marokko, Portugal und Spanien.
Das Riesen-Federgras besiedelt dort sonnige Gebirgssteppen, Sand- und Felstriften.

## Systematik
Die Erstbeschreibung von Celtica gigantea erfolgte 1799 unter dem Basionym Stipa gigantea durch Heinrich Friedrich Link in Journal für die Botanik, Band 2, S. 313, herausgegeben von Heinrich Adolf Schrader. Das Artepitheton gigantea bedeutet „riesig“.
2004 wurde die Gattung Celtica durch Francisco Maria Vázquez Pardo und Mary Elizabeth Barkworth in Botanical Journal of the Linnean Society, Volume 144, Issue 4, S. 491 aufgestellt. Dabei erfolgte eine Neukombination zu Celtica gigantea (Link) F.M.Vazquez & Barkworth als Typusart in der neue monotypische Gattung Celtica. Die neue Gattung Celtica wurde aufgestellt, da relevante Unterschiede zur Gattung Stipa bestehen. So überragt bei Celtica beim Keimling das Prophyll (Vorblatt) die Blattscheide des ersten Laubblattes, während die Arten der Gattung Stipa gar kein Prophyll oder solch ein Prophyll besitzt, das viel kürzer als die Blattscheiden des ersten Laubblattes sind. Celtica-Fruchtstände sind im Unterschied zu Stipa-Fruchtständen zur Reifezeit offen und haben im Verhältnis zu den Ährchen längere Zweige. Die Vorspelzen von Celtica sind zweilappig und gezähnt, während Stipa-Arten keine gelappten oder gezähnten Vorspelzen besitzen. Schließlich hat Celtica größere Pollenkörner als alle bekannten Stipa-Arten, was mit der hohen Chromosomenzahl zusammenhängen kann. Auch die Chromosomengrundzahl x = 12 unterscheidet sich von Stipa (x = 11). Neuere phylogenetische Untersuchungen unterstützen die Neukombination zu Celtica getrennt von Stipa und anderen eurasischen Süßgräsergattungen. Neben Stipa gigantea Link sind Lasiagrostis gigantea (Link) Trin. & Rupr. und Macrochloa gigantea (Link) Hack. weitere Synonyme von Celtica gigantea.
Von Celtica gigantea sind je nach Autor vier Unterarten anerkannt:
- Celtica gigantea (Link) F.M.Vazquez & Barkworth subsp. gigantea (Basionym: Stipa gigantea Link). Aufrechte Halme bis 250 Zentimeter hoch. Blütenstände mit ausschließlich fruchtbaren Ährchen. Grannen der Hüllspelzen 3 bis 4,5 Millimeter lang. Staubbeutelhaare 0,46 bis 0,9 Millimeter lang; Grannen der Deckspelzen 7 bis 12 Zentimeter lang. Diese Unterart kommt in Portugal, Zentral- und Westspanien sowie in Nord- und Zentralmarokko vor.[2]
- Celtica gigantea subsp. donyanae (F.M.Vázquez & Devesa) F.M.Vázquez & Barkworth (Basionym: Stipa gigantea subsp. donyanae F.M.Vázquez & Devesa). Halme meist höher als 150 Zentimeter. Blütenstände mit 110 bis 170 ausschließlich fruchtbaren Ährchen. Grannen der Hüllspelzen 3 bis 4,5 Millimeter lang; Grannen der Deckspelzen 4 bis 8,5 (selten bis 10) Zentimeter lang; Vorspelzen länger als die Deckspelzen. Staubbeutelhaare 0,2 bis 0,45 Millimeter lang. Diese Unterart kommt im südlichen Portugal, südwestlichen Spanien und in Westmarokko vor.[2]
- Celtica gigantea subsp. maroccana (F.M.Vázquez & Devesa) F.M.Vázquez & Barkworth (Basionym: Stipa gigantea var. maroccana Pau & Font Quer). Halme 62 bis 95 Zentimeter lang. Rispen mit 25 bis 67 ausschließlich fruchtbaren Ährchen; Grannen der Hüllspelzen 3 bis 4,5 Millimeter lang; Grannen der Deckspelzen 4 bis 8,5 (selten bis 10) Zentimeter lang. Vorspelzen nicht über die Deckspelze hinausragend. Staubbeutelhaare 0,2 bis 0,45 Millimeter lang. Diese Unterart kommt in Marokko vor.[2]
- Celtica gigantea subsp.sterilis F.M.Vázquez & Barkworth. Aufrechte Halme bis 155 Zentimeter hoch. Rispen bis zu 45 Zentimeter lang, schlaff, mit einzelnen sterilen Ährchen. Die 24 bis 35 Millimeter langen, kahlen Hüllspelzen mit 3 rauen Adern und 6,5 bis 8,5 Millimeter langen Grannen; Deckspelzen 17 bis 22 Millimeter lang; Vorspelzen 16 bis 22 Millimeter lang mit 8,5 bis 12 Zentimeter langen Grannen. Diese Unterart ist als Endemit nur in Südwest-Portugal am Kap St. Vinzenz verbreitet.[2]

## Verwendung
Das Riesen-Federgras wird zerstreut als Zierpflanze in trockenwarmen Felssteppenanlagen, Kiesgärten und Naturgärten verwendet. Es gilt als eines der elegantesten Ziergräser überhaupt und wird sowohl als Solitärpflanze als auch in großen Gruppen beispielsweise im Schutz von Mauern und Gebäuden kultiviert. Die im Frühsommer erscheinenden Blütenstände haben eine transparente, offene Fahnenform, die wie eine durchsichtige Wand erscheint und in einer Pflanzung Tiefe mit einem eindeutigen „Davor“ und „Dahinter“ erzeugt. Erhöht gepflanzt und im Gegenlicht ist das Riesen-Federgras besonders wirkungsvoll.
Das Riesen-Federgras gilt als winterhart bis −23 °C (Zone 6). In mitteleuropäischen Gärten haben sich Herkünfte aus Höhenlagen der spanischen Sierra Nevada bewährt. Die Sorte 'Goldfontäne' mit größeren, auffälligeren Rispen wurde von Ernst Pagels eingeführt. Das Riesen-Federgras entwickelt sich zunächst träge, ist dafür aber robust und langlebig und kann zudem gut durch Teilung vermehrt werden. Günstig sind ein vollsonniger Standort und ein gut drainierter, humusarmer, sandiger oder lehmiger Boden, der gegen winterliche Nässe geschützt ist.